# Rheingönheim

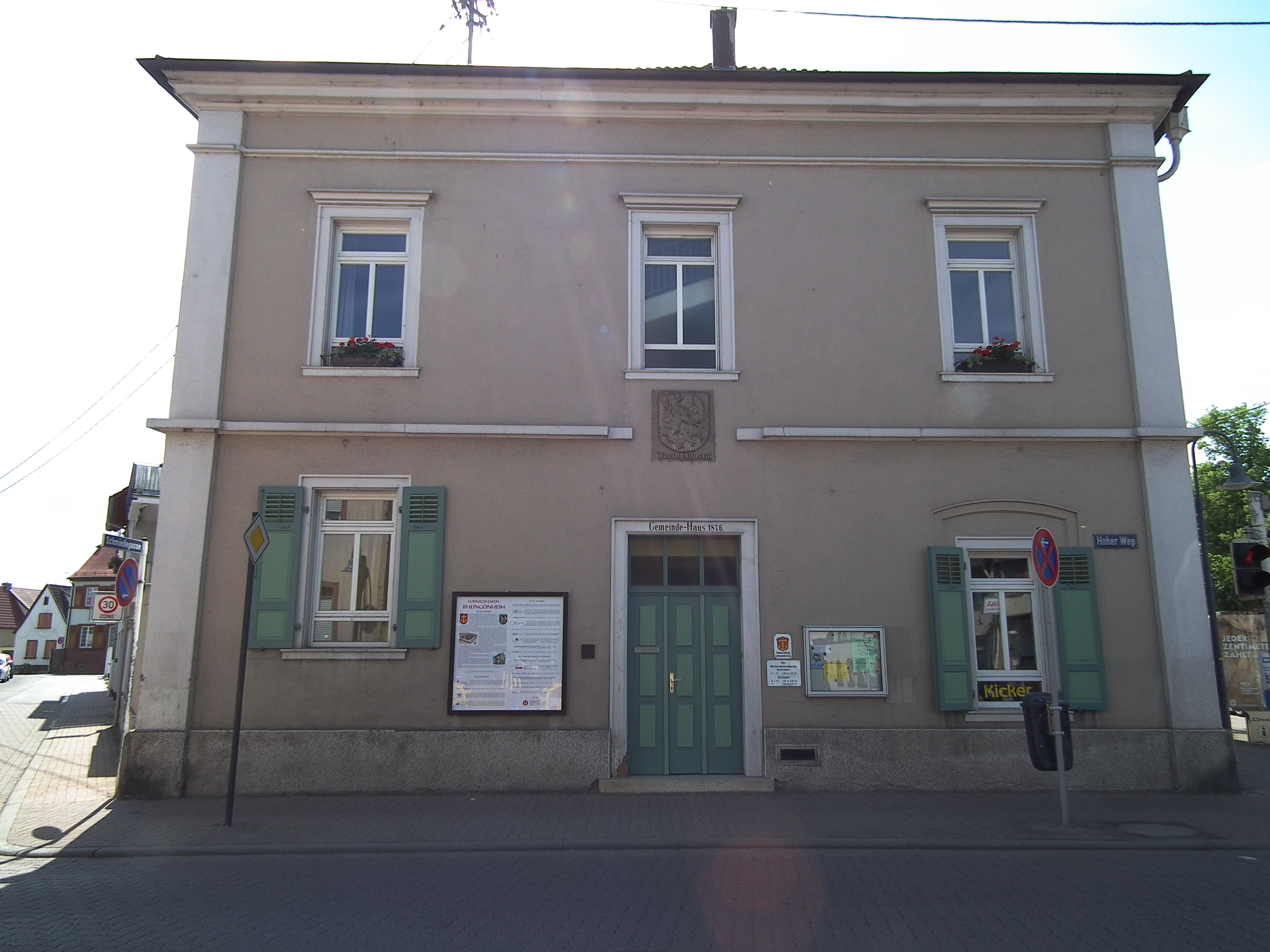
Rheingönheimer Rathaus

Rheingönheim ist der südlichste Stadtteil und zugleich einer der zehn Ortsbezirke der kreisfreien Stadt Ludwigshafen am Rhein in Rheinland-Pfalz. Rheingönheim hat 8.236 Einwohner (Stand: Oktober 2024).

## Geschichte
Bereits in der Regierungszeit des römischen Kaisers Claudius wurde bei Rheingönheim ein römisches Auxiliartruppenlager (Kastell Rheingönheim) angelegt, das den Flussübergang bei Altrip sowie die Neckarmündung (auf der gegenüber liegenden Rheinseite), die damals auf dieser Höhe lag, sicherte. Bei Ausgrabungen in den Jahren 1912 und 1961 konnten aus etwa 400 Gräbern zahlreiche Gegenstände geborgen werden.
Rheingönheim könnte mit der römisch-germanischen Siedlung Rufiniana identisch sein, welche der griechische Geograf und Astronom Claudius Ptolemäus um 150 in seiner „Geographike Hyphegesis“ als Siedlung der Nemeter in der römischen Provinz Germania superior erwähnt. Wahrscheinlicher ist jedoch deren Lokalisierung bei der pfälzischen Stadt Eisenberg, wo auch ein Vicus mit Eisengewinnung auf eine starke römische Präsenz und Besiedlung hinweist.
Erstmals urkundlich erwähnt wurde Rheingönheim im Jahr 831 im „Goldenen Buch“ der Abtei Prüm.
Der Speyerer Domkapitular Philipp von Pfeiffer (1830–1908) spendete am 31. Dezember 1889 sein gesamtes Privatvermögen in Höhe von 14.968 Goldmark, um damit die Errichtung der katholischen Pfarrei St. Joseph in Rheingönheim zu finanzieren.
Am 1. Januar 1930 trat Rheingönheim Gebietsteile zur Bildung der neuen Gemeinde Limburgerhof ab.
Im Jahr 1938 wurde Rheingönheim nach Ludwigshafen eingemeindet.
1945 errichteten die amerikanischen Streitkräfte ein Kriegsgefangenenlager (Rheinwiesenlager). Die ehemaligen Soldaten wurden hier auf engstem Raum gefangen gehalten, bis sie in andere Lager verlegt wurden. An dieses Lager erinnert ein Gedenkstein an der Kreuzung der Kreisstraße K7 mit dem Brückweg.

## Politik

### Ortsbeirat
Politisches Gremium für den Ortsbezirk ist der Ortsbeirat Rheingönheim und der Ortsvorsteher. Der Ortsbeirat hat sieben Mitglieder. Er ist zu allen wichtigen, den Ortsbezirk betreffenden Fragen zu hören.
Zur Zusammensetzung des Ortsbeirats siehe die Ergebnisse der Kommunalwahlen in Ludwigshafen am Rhein.

### Ortsvorsteher
Ortsvorsteher von Rheingönheim ist Wilhelm Wißmann (CDU). Bei der Kommunalwahl am 26. Mai 2019 wurde er mit einem Stimmenanteil von 50,78 % und bei der Stichwahl am 23. Juni 2024 mit 63,3 % jeweils in seinem Amt bestätigt. Letztere war notwendig geworden, da bei der Kommunalwahl am 9. Juni 2024 keiner der ursprünglich vier Bewerber eine ausreichende Mehrheit erreicht hatte.

## Verkehr
Rheingönheim hat an der Bahnstrecke Mannheim–Saarbrücken einen Haltepunkt, der von der Linie S1 der S-Bahn Rhein-Neckar bedient wird. Anfangs war das ein Bahnhof, der aber spätestens seit 1971 betrieblich ein Bahnhofsteil von Ludwigshafen (Rhein) Hauptbahnhof war.

## Sehenswürdigkeiten
Die evangelische Paul-Gerhardt-Kirche hat einen Turm aus dem 13. Jahrhundert. Er ist das älteste erhaltene Bauwerksteil einer Kirche in Ludwigshafen. Die katholische St.-Joseph-Kirche wurde 1915 nach den Plänen von Albert Boßlet erbaut.

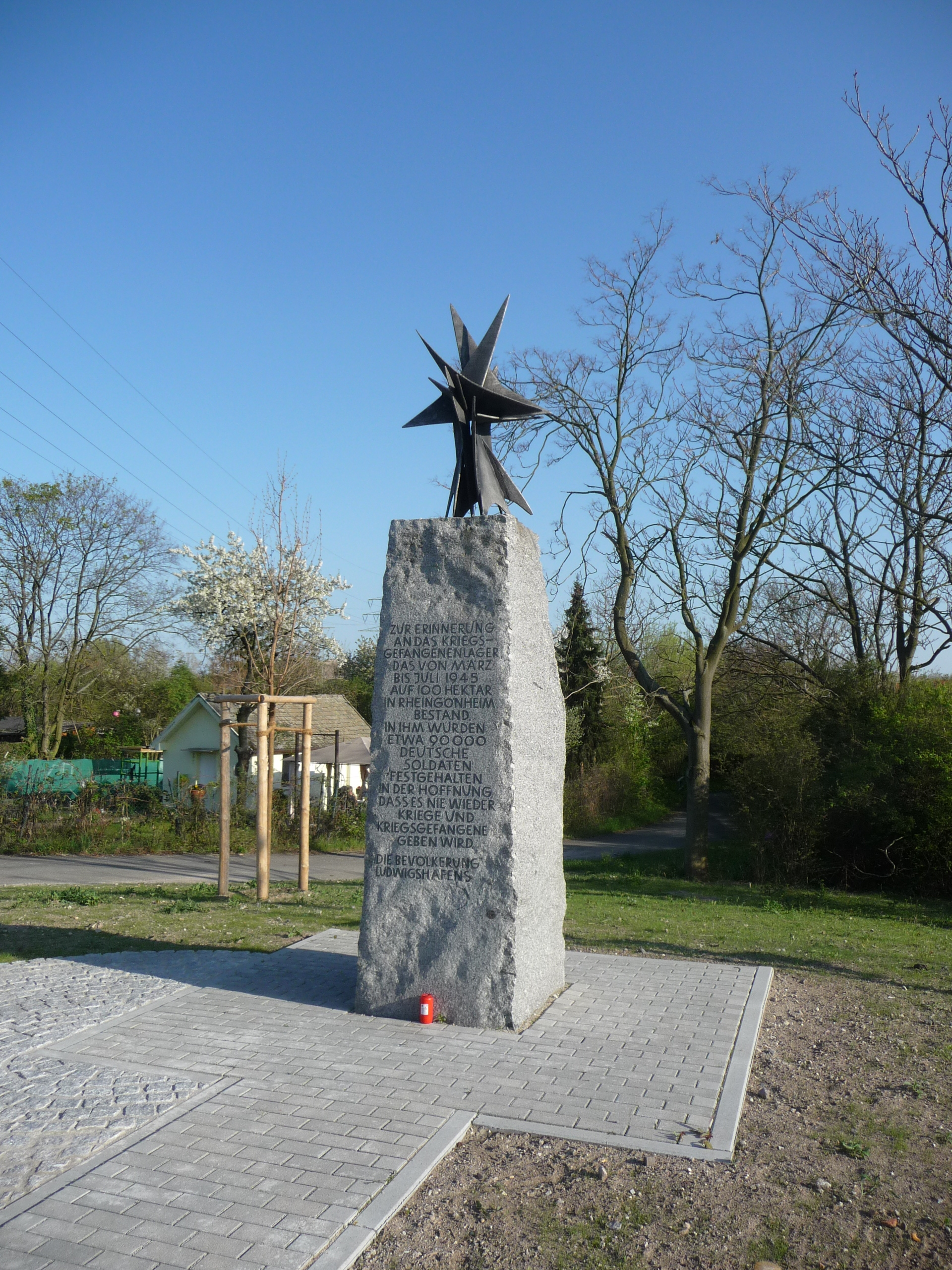
Gedenkstein für das Kriegsgefangenenlager
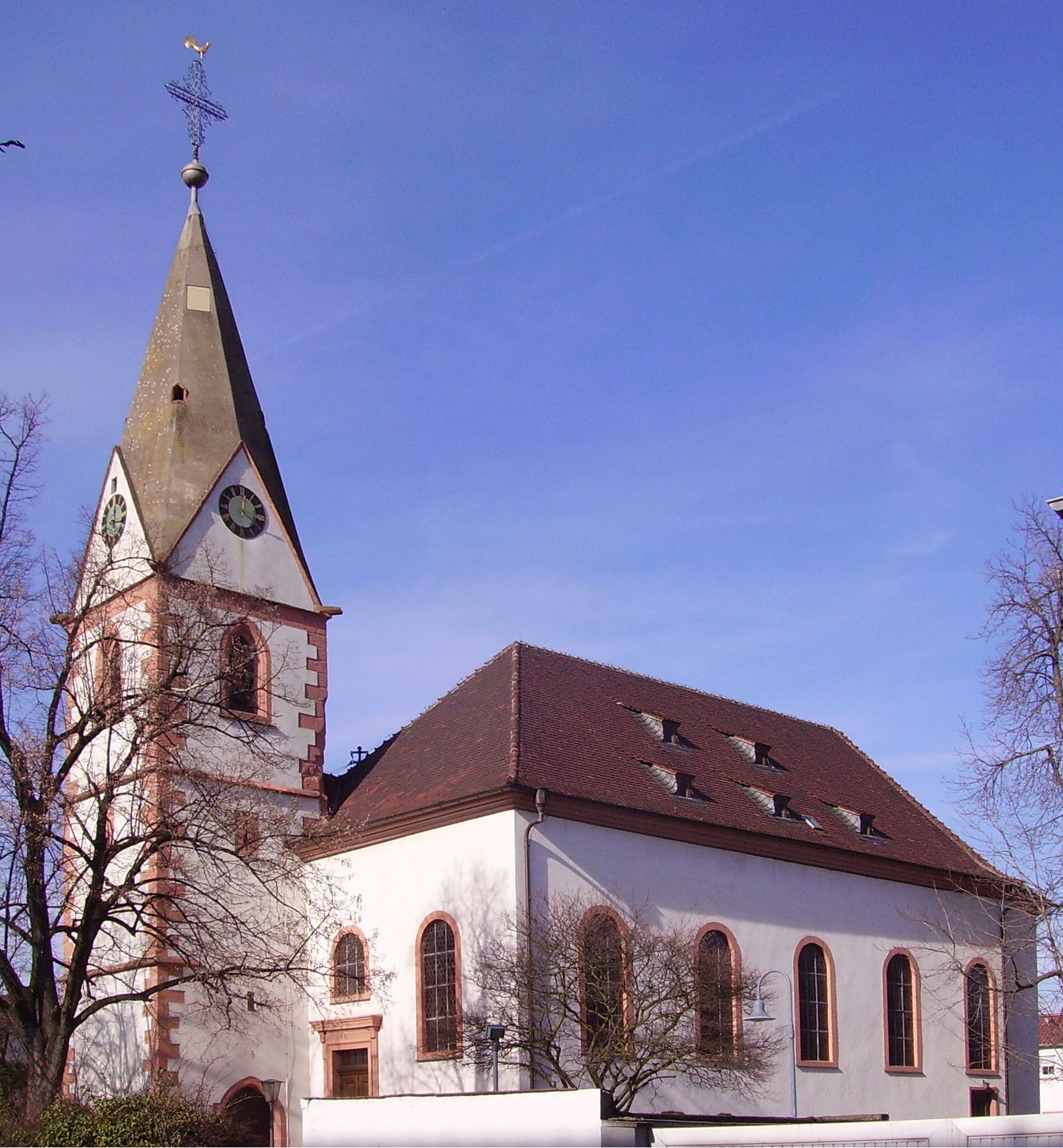
Paul-Gerhardt-Kirche
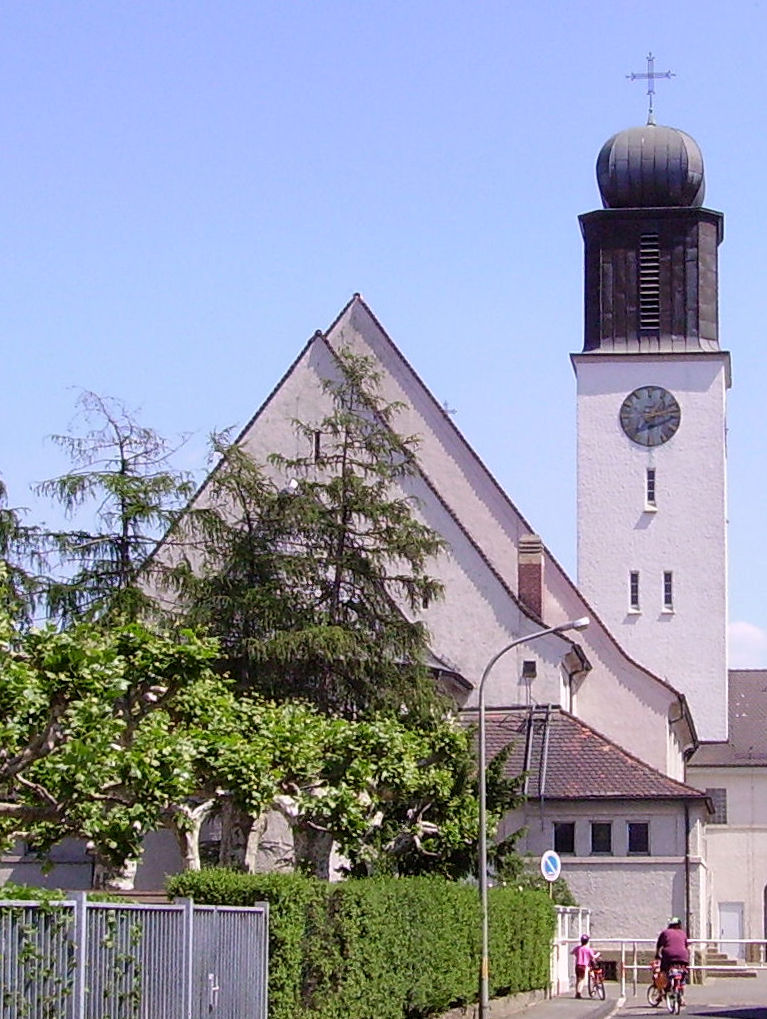
St.-Joseph-Kirche
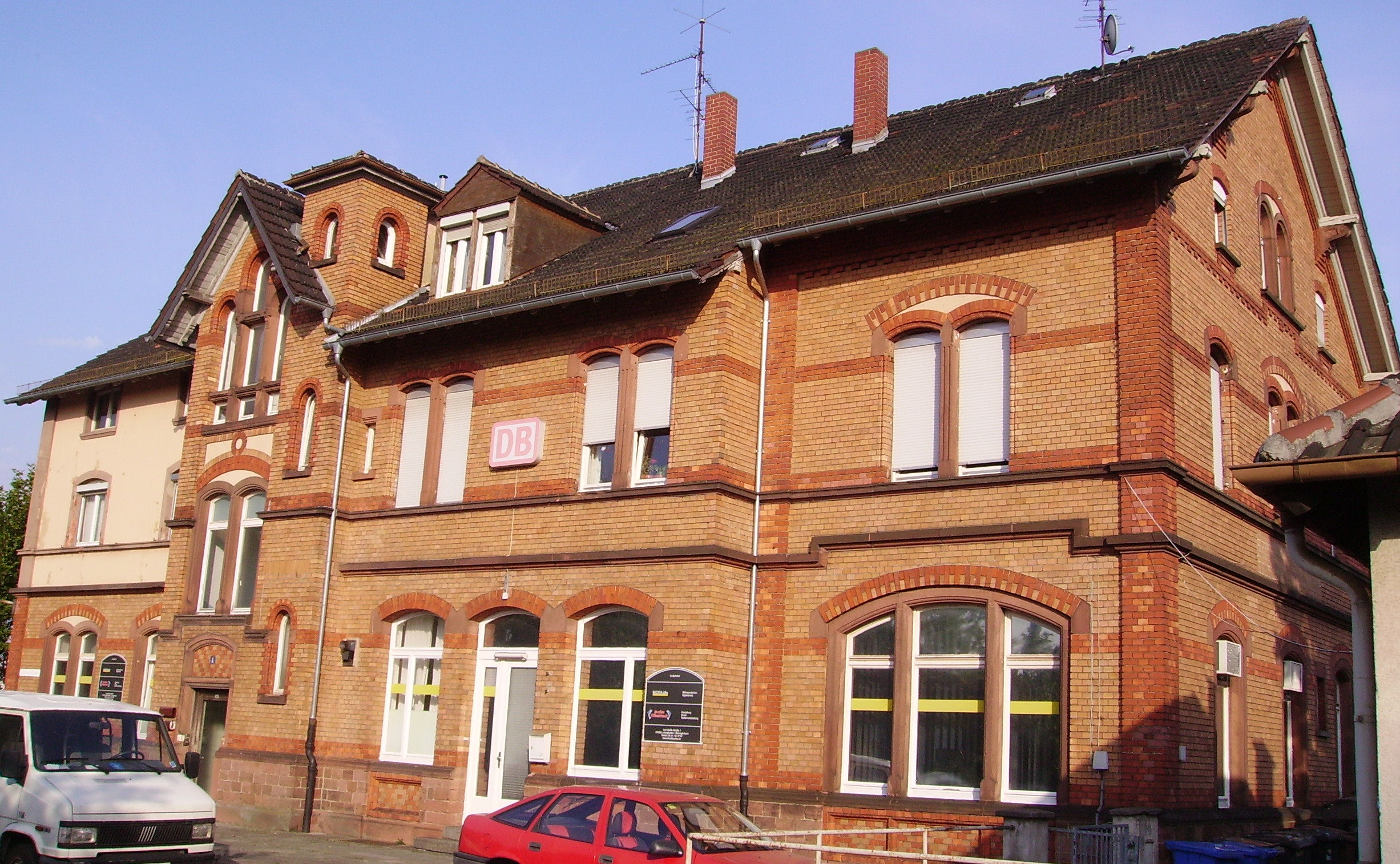
Bahnhof

### Museum
In der Mozartschule informiert ein Museum über das frühere Leben im Ort. Es gibt einen Einblick in das Handwerk, die Landwirtschaft, in Vereine und Familientraditionen.

## Wildpark

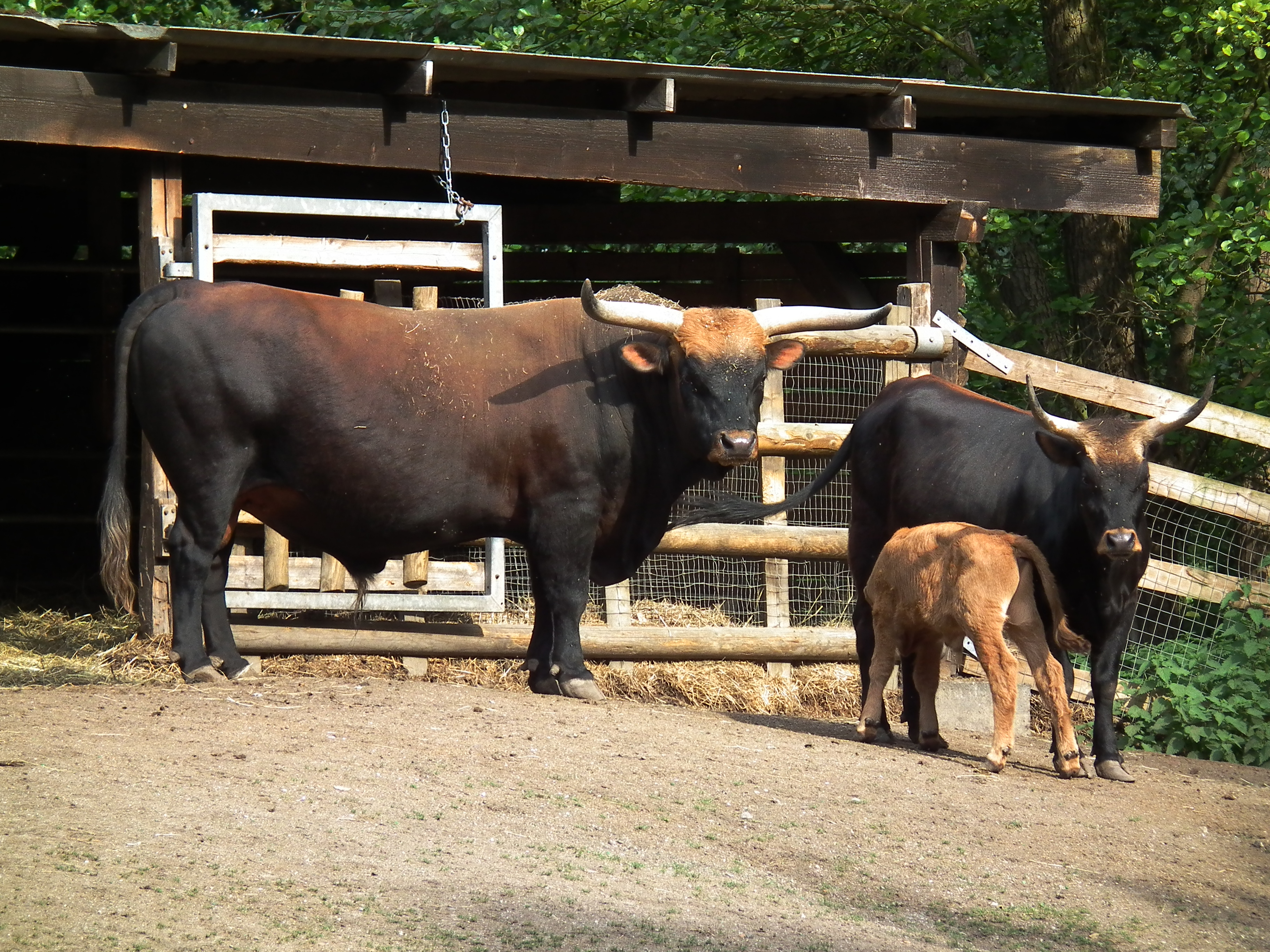
Wildpark

Zwischen Rheingönheim und dem Nachbarort Neuhofen liegt der Wildpark Ludwigshafen. In dem Auwald hat man seit 1963 zahlreiche europäische Wildarten in einer für sie typischen Umgebung angesiedelt. In den Gehegen sind unter anderem Wisente, Auerochsen, Rothirsche, Wildschweine, Luchse und Wildkatzen zu sehen. Das Luchsgehege wurde im Jahre 1980 erbaut. Die ersten Luchse wurden ebenfalls in jenem Jahr angesiedelt. In dem Landschaftsschutzgebiet wurden außerdem 300 Pflanzenarten und 95 Vogelarten registriert.